# Роналд Еванс

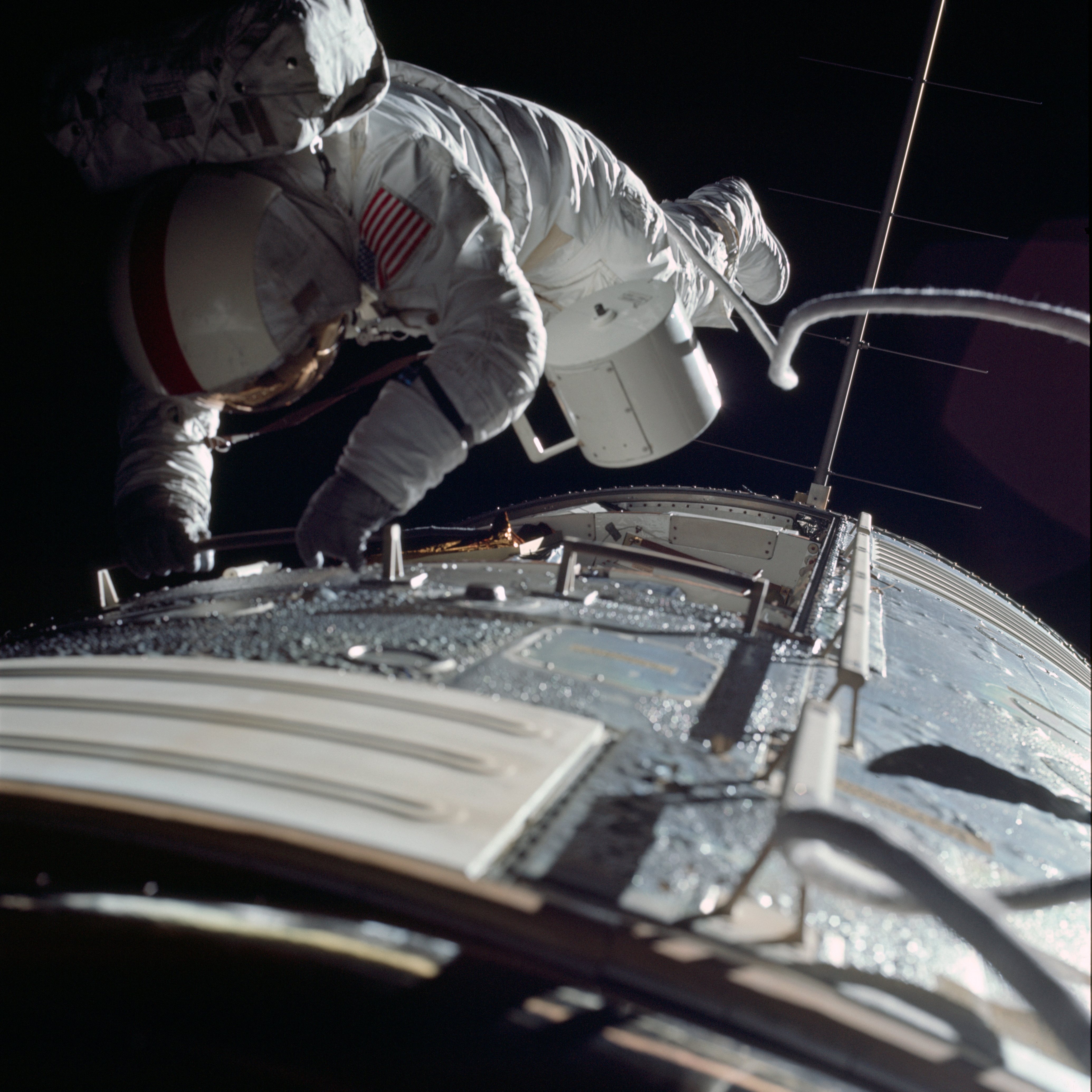
Пілот командного модуля Рон Еванс під час виходу у космос для того, щоб забрати фільм зроблений камерами Аполлона-17.

Роналд Елвін Еванс Молодший (англ. Ronald Ellwin Evans, Jr., нар. 10 листопада 1933 — пом. 6 квітня 1990) — американський морський офіцер і льотчик, інженер, астронавт НАСА № 58 США, учасник польоту Аполлон-17, також один з 24 осіб, котрі літали на Місяць.
Під час висадки двох членів екіпажу на Місяць знаходився на селеноцентричній орбіті. На шляху до Землі виходив у відкритий космос і перебував поза кораблем 1 год. 6 хвилин.
У 1966 році Еванс був обраний астронавтом NASA до групи астронавтів NASA 5 і здійснив свій єдиний політ у космос як пілот командного модуля на борту Аполлона-17 у грудні 1972 року, останньої місії екіпажу на Місяць з командиром Джином Сернаном і місячним модулем. Пілот Харрісон Шмітт. Під час польоту Еванс і п'ять мишей облетіли Місяць рекордні 75 разів, а двоє його членів екіпажу спустилися на поверхню і досліджували її. Він є останньою людиною, яка самотужки обійшла навколо Місяця, і за 147 годин 43 хвилини він є рекордсменом за тривалість перебування на орбіті Місяця. Під час зворотного польоту «Аполлона-17» на Землю Еванс здійснив екстракорабельну діяльність (EVA), щоб дістати касети з плівкою із службового модуля. Це був третій "далекий космос" EVA, і це вихід у відкритий космос, здійснений на найбільшій відстані від будь-якого планетарного тіла. Станом на 2022 рік він залишається одним із лише трьох EVA у глибокий космос, усі зроблені під час J-місій програми «Аполлон». Це також був останній вихід у відкритий космос програми «Аполлон».   
У 1975 році Еванс служив резервним пілотом командного модуля для місії випробувального проекту «Аполлон-Союз». Він працював над розробкою космічного човника до того, як пішов у відставку з НАСА в березні 1977 року, щоб стати керівником вугільної промисловості.   